# Surin (Thailandia)
Surin (in thailandese: สุรินทร์) è una città minore (thesaban mueang) della Thailandia di 38 617 abitanti (2020). Il suo territorio è compreso nel distretto di Mueang Surin, che è capoluogo della provincia di Surin, nel gruppo regionale della Thailandia del Nordest.

## Geografia
La città è situata 430 km di strada a est-nordest di Bangkok, nella zona meridionale dell'Altopiano di Korat. Il territorio è pianeggiante, i rilievi più vicini sono i Monti Dangrek, che si trovano verso sud e si snodano lungo il confine con la Cambogia.